# 施堯臣
施堯臣（1493年—1586年），字慶甫，又字欽甫，號華江，直隸池州府青陽縣人，民籍，明朝政治人物，官至順天府尹。

## 生平
嘉靖二十八年（1549年）己酉科應天府鄉試第一百九名。嘉靖二十九年（1550年）登庚戌科進士。初任浙江蕭山縣知县，时萧山无城垣，屡遭倭寇劫掠。施堯臣筹措筑城，数月竣工。升吏部郎中，调河南禹州知州。累官江西按察司佥事，隆慶二年（1568年）十月升广东副使，五年三月升湖广布政司右参政，十月升山西按察使，十一月升湖广右布政使，万历元年（1573年）三月升本司左布政，二年二月以考察不及调广东，七年六月升顺天府尹，九年二月以拾遗降调，奏称衰病不堪再任，查例乞恩原职致仕，被准。

## 家族
曾祖施戩；祖父施浤；父施宗德，母鮑氏。具庆下。

## 墓葬
施尧臣墓，1982年公布为青阳县文物保护单位。